# 트레이시 폴런
트레이시 조 폴런 폭스(영어: Tracy Jo Pollan Fox, 1960년 6월 22일 ~ )은 미국의 배우이다.

## 출연 작품
- 나탈리 홀로웨이 (2009)
- 고스트 앤 크라임 (2005)
- Law & Order : 성범죄전담반 1 (1999)
- 다잉 투 러브 (1993)
- 유태교 살인 사건 (1992)
- 다니엘 스틸 - 사랑의 변주곡 (1990)
- 재회의 거리 (1988)
- 아메리칸 드림 (1988)
- 당구왕과 아들 (1984)
- 우정과 사랑 (1984)
- 베이비 온리 유 (1983)
- 사랑의 가족 (1982)